# Deca do Atacadão
José Gonzaga Sobrinho (Joca Claudino, 21 de outubro de 1957), mais conhecido como Deca do Atacadão ou simplesmente Deca, é um empresário e político Brasileiro, filiado ao Partido da Social Democracia Brasileira (PSDB). Em 2010, foi eleito primeiro-suplente do senador Cássio Cunha Lima (PSDB).
Em setembro de 2016, após o pedido de licença de Cássio até o final do ano, para tratamento de saúde, tomou posse no Senado Federal.

## Biografia
É filho de Ricardo Luis de Andrade e Maria do Socorro de Andrade, tendo nascido no Sítio Várzea da Cacimba, em Uiraúna, que mais tarde viria a tornar-se distrito e depois o município de Joca Claudino.
Em dezembro de 2016, votou a favor da PEC do Teto dos Gastos Públicos.